# Condado de Wells (Indiana)
El condado de Wells (en inglés: Wells County) es un condado en el estado estadounidense de Indiana. En el censo de 2000 el condado tenía una población de 27 600 habitantes. Forma parte del área metropolitana de Fort Wayne. La sede de condado es Bluffton. El condado fue fundado en 1837 y fue nombrado en honor a William Wells, un soldado que peleó en la Guerra anglo-estadounidense de 1812.

## Geografía
Según la Oficina del Censo, el condado tiene un área total de 959 km² (370 sq mi), de la cual 958 km² (369,4 sq mi) es tierra y 1 km² (0,6 sq mi) (0,12%) es agua.

### Condados adyacentes
- Condado de Allen (norte)
- Condado de Adams (este)
- Condado de Jay (sureste)
- Condado de Blackford (sur)
- Condado de Grant (oeste)
- Condado de Huntington (noroeste)

## Autopistas importantes
- Interestatal 69
- U.S. Route 224
- Ruta Estatal de Indiana 1
- Ruta Estatal de Indiana 3
- Ruta Estatal de Indiana 116
- Ruta Estatal de Indiana 124
- Ruta Estatal de Indiana 201
- Ruta Estatal de Indiana 218
- Ruta Estatal de Indiana 301

## Demografía
En el  censo de 2000, hubo 27 600 personas, 10 402 hogares y 7624 familias residiendo en el condado. La densidad poblacional era de 75 personas por milla cuadrada (29/km²). En el 2000 había 10 970 unidades habitacionales en una densidad de 30 por milla cuadrada (11/km²). La demografía del condado era de 98,32% blancos, 0,16% afroamericanos, 0,19% amerindios, 0,21% asiáticos, 0,03% isleños del Pacífico, 0,43% de otras razas y 0,65% de dos o más razas. 1,44% de la población era de origen hispano o latino de cualquier raza. 
La renta promedio para un hogar del condado era de $43 934 y el ingreso promedio para una familia era de $51 517. En 2000 los hombres tenían un ingreso medio de $35 830 versus $22 442 para las mujeres. La renta per cápita para el condado era de $19 158 y el 5,90% de la población estaba bajo el umbral de pobreza nacional.

## Ciudades y pueblos
| - Bluffton - Craigville - Curryville - Keystone | - Kingsland - Liberty Center - Markle - Mount Zion | - Murray - North Oaks - Ossian - Petroleum | - Poneto - Reiffsburg - Rockford - Tocsin | - Toll Gate Heights - Uniondale - Vera Cruz - Zanesville |